# Comunidad San Juan

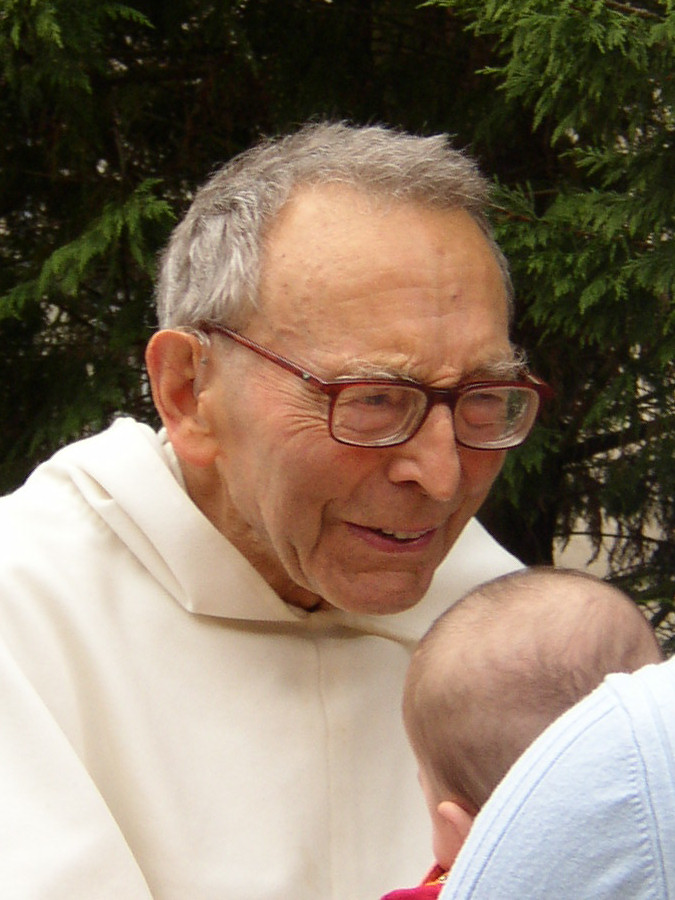
Marie-Dominique Philippe, fundador de la Comunidad san Juan.

La Comunidad San Juan (Fratres Joannises F.J.), o Congregación de San Juan el Apóstol, es un Instituto religioso de vida consagrada de la Iglesia católica. Se les conoce como los frailes grises, por el color de sus hábitos.

## Historia
Fue fundada en Lérins el 8 de diciembre de 1975 por el dominico Marie-Dominique Philippe, profesor de la Universidad de Friburgo (Suiza).
En diciembre de 1982 se fundó la Comunidad de Hermanas Contemplativas de San Juan en Troussures y en marzo de 1994 el arzobispo de Lyon la admitió como congregación de derecho diocesano. Su sede se encuentra en St. Jodard.

## Actualidad

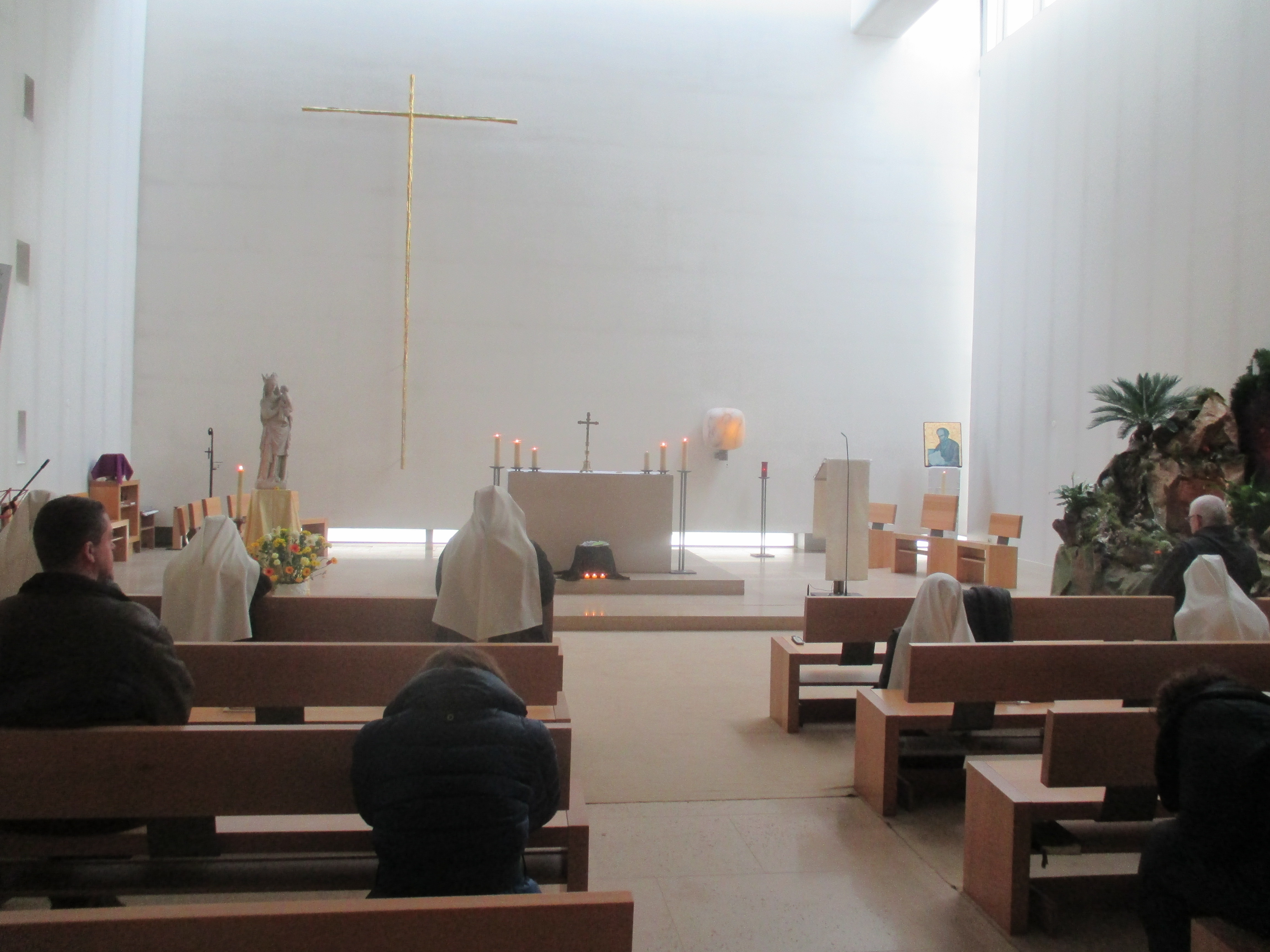
Hermanas de San Juan.

Está presente en 21 países, y organizada en torno a 91 prioratos, la mitad de los cuales se encuentran en Francia. Tiene casi un millar de hermanos religiosos y más de 2.500 oblatos
En España, su primera comunidad se estableció en el Monasterio de Santa María de Valdediós. 

El 23 de abril de 2007, el Capítulo general de los hermanos de San Juan reeligió como prior general al hermano Jean-Pierre-Marie, que había sido elegido por seis años en el 2001, sucediendo al padre Marie Dominique Philippe, O.P., fundador de la Comunidad. Desde 2010 el nuevo prior general es el hermano Thomas-Joachim.